# Tobias Jensen
Tobias Brahe Jensen (* 8. Mai 2004) ist ein dänischer Basketballspieler.

## Werdegang
Jensen, Sohn des ehemaligen dänischen Nationalspielers Jens Jensen, wurde in der Nachwuchsabteilung der Skovbakken Bears, dem Unterbau der Mannschaft Bakken Bears, ausgebildet. 2020 wechselte er in den Jugendbereich des deutschen Bundesligisten Ratiopharm Ulm. Im Februar 2021 gab er seinen Einstand in der Mannschaft der OrangeAcademy (2. Bundesliga ProB), in der die Ulmer Nachwuchskräfte im Herrenbereich gefördert werden. Im November 2022 wurde der Däne erstmals von Ratiopharm Ulms Trainer Anton Gavel in einem Spiel der Basketball-Bundesliga zum Einsatz gebracht. Bis zum Ende der Saison 2022/23, in der Ulm deutscher Meister wurde, bestritt Jensen insgesamt drei kurze Einsätze in der Bundesliga.
Mitte Oktober 2024 traf er mit Ulm in den Vereinigten Staaten in einem Freundschaftsspiel auf die Portland Trail Blazers. Es war das erste Mal, dass sich eine deutsche Mannschaft in dem Land mit einem Vertreter der NBA maß. Jensen erzielte gegen Portland fünf Punkte. Im Juni 2025 stand Jensen mit Ulm in der Endspielserie um die deutsche Meisterschaft, verlor aber knapp gegen den FC Bayern München.

### Nationalmannschaft
Bei der B-Europameisterschaft der Altersstufe U18 im Sommer 2022 erzielte er für Dänemark je Begegnung im Durchschnitt 13,6 Punkte und wurde mit der Mannschaft Zweiter. Jensen wurde in die Auswahl der fünften besten Spieler des Turniers berufen. Im Februar 2023 gab er seinen Einstand in der dänischen Herrennationalmannschaft.